# Aldo Tavella
Aldo Tavella (Verona, 17 aprile 1909 – Verona, 28 novembre 2004) è stato un pittore italiano.
Si è dedicato alla pittura ad olio e all'affresco.

## Biografia
Nato a Verona il 17 aprile 1909, dopo aver frequentato la Scuola d'Arte N. Nani, si diploma nel 1935 all'Accademia di Belle Arti Gian Bettino Cignaroli di Verona. 
Lo stesso artista fa coincidere l'inizio della sua carriera con l'avvio dell'apprendistato dall'affreschista Angelo Zamboni, che gli ha consentito di essere artisticamente maturo già a diciassette anni. Infatti Zamboni, che soffriva d'asma, delegava il giovane Tavella subito ad affrescare i soffitti delle chiese. Questa formazione di affreschista e decoratore si riverserà poi in tutta la sua arte, consentendo al pittore di dominare ogni tecnica.
Diventa docente all'Istituto d'Arte Applicata di Bovolone, poi, dal 1967 al 1979 è docente di figura disegnata al Liceo Artistico Statale di Verona, infine diviene titolare di cattedra di discipline pittoriche (affresco e pittura) all'Accademia di Belle Arti Gian Bettino Cignaroli.
Dal dicembre 1982 al 1985 è Direttore Pro Tempore dell'Accademia Cignaroli di Verona. Sotto la sua
direzione l'Accademia Cignaroli ottiene il riconoscimento dello Stato Italiano.
Rinomato affreschista di chiese e palazzi in tutta la provincia di Verona, Mantova e Rovereto e conosciuto pittore, legato alla grande tradizione pittorica veneta in un intenso lavoro di ricerca di soluzioni ai problemi esistenziali attraverso l'arte. 
Uomo e artista dotato di forte temperamento e grande personalità, con una creatività particolarmente fervida: il suo stile personale e la sua sigla creativa sono riconoscibili in tutti i suoi quadri, ognuno dotato di un valido impianto costruttivo.
Le sue opere lo legano indissolubilmente al colore, elemento dominante della sua pittura, grazie ai quale riesce a convogliare la luce, che muta continuamente nelle diverse fasi della sua vita artistica.
L'artista rientra nella generazione immediatamente successiva al Cubismo e al Futurismo, dai cui strascichi non si è lasciato influenzare, interpretando tutti i temi trattati con freddezza anti-romantica e sperimentazione delle emozioni del colore, basandosi sempre sulla coscienza vigile del lavoro.
Ha dipinto fino agli ultimi mesi della sua vita rappresentando i temi più disparati: nature morte; paesaggi; opere d'arte sacra; racconti onirici, fantastici o inventati; ritratti.
Le sue opere si trovano in diverse collezioni pubbliche e private, sia in Italia sia all'estero. Grazie ad una donazione della famiglia di 40 quadri è nato a Verona il Fondo Nominativo Aldo Tavella, a sostegno dei giovani artisti veronesi.
Sono presenti opere al MART di Rovereto(TN) e al GAM di Verona

## Mostre e premi
- Biennale di Verona, premio Ente del Turismo;
- Premio di pittura Giacomo Favretto, Venezia;
- Angelicum, Venezia;
- Biennale di Venezia dove nel 1950 viene insignito del premio Tavolozza d'argento al "Nazionale di Pittura F. Micheletti" a Francavilla al Mare (CH);
- Premio Nazionale di pittura F. Micheletti;
- Premio di pittura Città di Gallarate;
- Mostra dei due secoli, Accademia Cignaroli di Verona, 1950;
- Angelicum di Milano, 1950;
- Premio Suzzara, 1950;
- Quadriennale di Roma, 1951;
- Biennale di Verona;
- Premio Roma per la figura, 1951;
- Prima Biennale Internazionale d'Arte Marinara - Genova, 1951;
- Arte Triveneta - Badia Polesine;
- Triveneta di Padova;
- Quadriennale di Torino;
- Premio Burano, 1951;
- Mostra Nazionale Città di Messina, 1951;
- Mostra Nazionale Città di Monza, 1951;
- Mostra Nazionale Città di Gallarate, 1951;
- Triveneta di Padova;
- Biennale Nazionale di Verona;
- Premio di pittura Città di Clusone, 1951;
- Mostra Nazionale di Trieste;
- Premio Suzzura;
- Personale Galleria Cappello - Verona;
- Personale La Loggetta - Brescia;
- Tiveneta di Padova, 1953;
- Biennale di Verona, 1953;
- Premio Burano, 1953;
- Premio Brescia, 1953;
- Biennale Nazionale di Verona, 1955;
- Premio Ente del Turismo;
- Triveneta di Padova, 1955;
- Mostra di Orzinuovi;
- Mostra del Nudo, Galleria Il Baguttino - Milano;
- Mostra dell'Agricoltura - Roma;
- Mostra Interregionale di Cremona;
- Antologica, Palazzo della Gran Guardia, Verona, 1992;
- Antologica, Palazzo della Gran Guardia, Verona, 1996;
- Antologica "I colori di un mondo", con opera dal 1930 al 2004 Palazzo della Gran Guardia, Verona, 2004;
- Mostra per il Centenario della nascita, Palazzo della Ragione, Verona, 2009
- Mostra "La Foresta dei Cavalletti", Accademia di Belle Arti, Verona, 2015

## Opere
- Mio fratello Pino, 1926;
- Olga, 1926;
- Ritratto, 1927;
- È solo un ricordo, 1928;
- Paesaggio, 1930;
- La conchiglia allo specchio, 1931;
- La signora Elda, 1932;
- L'attesa, 1933;
- La signora Elda, 1933;
- La tedesca di Custoza, 1934;
- Donna che cuce, 1934;
- Tempo di Carnevale, 1934;
- La tedesca di Custoza, 1934;
- Venerdì gnoccolar, 1935;
- Maternità, 1935;
- Nello studio, 1936;
- Canale a Venezia, 1936;
- Frutta e vino, 1937;
- Dallo studio del pittore Aldo Franzoni, 1938;
- Paesaggio, 1939;
- Piccolo Paese, 1939;
- Battelli a Peschiera, 1940;
- Il pittore, 1941;
- Costruzioni medievali, 1943;
- La ragazza, 1946;
- Il porto, 1946;
- Campagna a Minerbe, 1946;
- Composizione, 1946;
- Giardini, 1947;
- Mia moglie e mia figlia Sofia, 1947;
- Oggetti da cucina, 1947;
- Nella Valpolicella, 1948;
- Paesaggio invernale presso Mantova, 1948;
- Morte delle maschere, 1948;
- Fioraia, 1948;
- Il Cantiere, 1949;
- Meditazione, 1949;
- Orate, 1949;
- Maschere, 1949;
- ND, 1949;
- Elementi autunnali, 1950;
- La piazza alberata, 1950;
- Maschera, 1950;
- Il vecchio e il "Signor Beniamino", 1950;
- Il muro e "la macchia rossa", 1950;
- San Giorgio - Verona, 1950;
- Autunno, 1951;
- Il cespuglio rosso, 1951;
- Neve in periferia, 1951;
- Inverno sul Lago di Mantova, 1951;
- Corso Porta Nuova di sera, 1951;
- Nevicata, 1952;
- La Signora Madinelli, 1952;
- Cortile rustico presso Lugagnano, 1952;
- Venezia, 1952;
- A San Giorgio - Cinema all'aperto, 1953;
- Ricostruzione del Ponte, 1953
- Ragazza con mazzo di fiori, 1953;
- La massaia, 1954;
- Composizione, 1954;
- Triglie e zucche, 1954;
- Lo studente, 1954;
- Omaggio floreale, 1955;
- Tempo di caccia, 1956;
- Fiori, anguria e picchio, 1956;
- Il picchio, 1957;
- Sul tavolo della cucina, 1957;
- Frutta, 1958;
- La passeggiata, 1959;
- Vaso di fiori, 1959;
- Disperazione, 1959;
- San Giorgio, 1960;
- Ruderi, 1960;
- Composizione con macinino, 1960;
- Composizione, 1961;
- Al bar, 1961;
- Bambina con bambola, 1961;
- Il vaso di fiori, 1961;
- La lettera, 1962;
- La signora Pina, 1963;
- Composizione, 1963;
- Anna Frank, 1963;
- Pagliaccio, 1964;
- Composizione, 1964;
- Zona archeologica, 1964;
- La signora Pina, 1964;
- Il Lago a Mantova in Inverno, 1964;
- Ragazza dal giubbetto rosso, 1965;
- Il circo "Inverno", 1966;
- Cantiere, 1966;
- La fornace sull'Adige, 1967;
- Invidia, 1967;
- Paesaggio della Valpolicella, 1967;
- Case abbandonate, 1967;
- Un ricordo, 1967;
- Composizione con cipolle, 1968;
- Giardini, 1968;
- Cantiere n. 6, 1970;
- L'imbarco, 1970;
- Fiori e Zucche, 1970;
- Il grande albero, 1971;
- Il vestito rosa, 1971;
- Periferia, 1971;
- Composizione, 1972;
- Neve a Malcesine, 1972;
- Tragedia, 1973;
- Campagna a Calmasino, 1975;
- La passeggiata dei fiori, 1975;
- Il cantiere, 1975;
- Imbarcazione prima del temporale, 1976;
- Incendio nel cantiere, 1978;
- Prima neve "dal mio studio", 1978;
- Paesaggio di montagna, 1979;
- Fiori e sassi, 1980;
- Mia moglie, 1980;
- Campagna presso Calmasino, 1980;
- Modelle che tornano dalla sfilata, 1981;
- Composizione, 1981;
- Il guerriero, 1981;
- Maschere in gara, 1984;
- Gabbiani al tramonto, 1985;
- Omaggio alla mamma, 1985;
- Presso il ponte di Veja, 1986;
- Composizione, 1988;
- Piccola chiesa, 1989;
- Il compito, 1989;
- La turista inglese, 1990;
- Il gatto veneziano, 1990;
- Fiori d'autunno, 1991;
- La piazza, 1991;
- Il vaso di ceramica, 1991;
- La diva allo specchio, 1993;
- La sposa ha 16 anni, 1993;
- Parco divertimenti, 1993;
- Adige a San Giorgio, 1993;
- Ruderi romani, 1993;
- Il venditore d'angurie, 1994;
- Zona industriale, 1994;
- La zucca verde, 1996;

## Dicono di lui
Ugo Ronfani, in occasione di una mostra dedicata ad Aldo Tavella alla Gran Guardia, presentava l'iniziativa come «un evento che celebra e premia la longevità operosa e l'onestà intellettuale di un pittore che ha attraversato il secolo senza oziose o vanitose distrazioni, tenendo gli occhi bene aperti su quanto di nuovo offriva il panorama italiano ed europeo delle arti figurative, ma badando soprattutto ad essere se stesso, ad ascoltare le voci di dentro di una vocazione di nativa naturalezza, restando prodigiosamente giovane nell'incalzare dell'età, dunque un evento che esce decisamente dalla cerchia locale».
Iean Piot, nella sua pubblicazione “Aldo Tavella  - tra mito e realtà” evidenzia come «Tavella ha sempre saputo che la fedeltà al vero non è un limite culturale, un pericolo di restare arretrati, di avvilupparsi ancora alle nostalgie naturalistiche e post impressionistiche, ma il più delle volte, lo specchio di una profonda verità interiore. Senza ciò –  dice spesso Vasari – l'arte sarebbe caduta come un corpo umano».
Remo Brindisi, in un breve commento di alcune opere di Aldo Tavella, scriveva: «Sono dell'opinione che, grazie ad un tessuto plastico del colore, il suo quadro riesce ad essere suggestivo per una particolare luce, che dall'impasto pittorico, scaturisce in una analisi segreta sugli oggetti, più che sui paesaggi e le figure. D'impostazione tradizionale, il suo quadro avverte, delle volte, angolazioni culturali più aggiornate».
Licisco Magagnato: «Tavella resta fedele al fondo vero della sua cultura: l'esperienza artigianale, la spontanea sapienza del mestiere del decoratore che ha
un tempo esercitato l'intonazione delle sue opere è costantemente in chiave giusta, proprio il suo innato senso di un rapporto cromatico unitario che deve legare la parte al tutto, in un equilibrio che costituisce l'amalgama meditato dei vari elementi. […] Da un punto di vista compositivo, i dipinti di Tavella sono gremiti e densi, quasi li ispirasse un  “horror vacui” di ascendenza popolare; mazzi di fiori compatti, come ghirlande di fiori secchi, tessiture strettamente intrecciate come i ricami dei cuscini della nonna, tinte spente e corpose segnate da velature e graffiti che sembrano esaltarne la matericità. Questo tormentato lavorio sul tessuto pittorico, si accompagna talora ad un altrettanto arrovellato sovrapporsi a strati ed incastri di immagini, in una ricerca di sintesi narrative e simboliche condotte sul filo della memoria, in una chiave che risale a modi del liberty, ma anche a murales ed illustrazioni popolari sudamericane e specialmente messicane».